# Kevin Max
Kevin Max é um cantor norte-americano, mais conhecido por seu trabalho na banda americana dc Talk. Atualmente, é o vocalista da banda também norte-americana audio adrenaline.
Kevin já lançou quatro álbuns: Stereotype Be, Between the Fence & the Universe, The Imposter e "The Blood".
"The Blood não é um projeto de cover de hinos clássicos, e nem uma versão 'de branco' de black music ou soul music. É uma adaptação sensível e estilizada da música que foi a raiz do rock and roll, blues e cultura popular", diz Kevin Max. "The Blood é sobre a história da redenção e graça, encontradas somente na história de salvação de Jesus Cristo. Existe um extremo senso de respeito e sensibilidade com relação à arte, que foi levada em conta no momento em que escolhemos e arranjamos as músicas." O trabalho possui participações de: dc Talk, Chris Sligh, Amy Grant, Vince Gill, Erica Campbell (da dupla Mary Mary) e Joanne Cash.

## Discografia
No dc Talk
Como cantor solo
- Stereotype Be (ForeFront Records, 2001)
- Between the fence & the universe (Northern Records, 2004-2005)
- The Imposter (Northern Records, 2005)
- Holy Night (Northern Records, 2005)
- The Blood (2007)
- Crashing Gates (dPulse, 2008)
- Cotes d'Armor (dPulse, 2009)